# Challalat El Adhaoura
Challalat El Adhaoura ou Chellalet El Adhaoura (em árabe: شلالة العذاورة) é uma comuna localizada na província de Médéa, Argélia. De acordo com o censo de 2008, a população total da cidade era de 57 300 habitantes.

## Pessoas notáveis
- Mostefa Lacheraf - político argelino